# 龐泰峰 (1905年)
龐泰峰（1905年—1937年10月12日），遼寧撫順人。曾任國民革命軍第五十三軍九十一師二七二旅副旅長。

## 生平
早年就讀吉林省軍官教導處，畢業後至吉林省長官公署馮占海任參謀。1933年1月馮軍改編為國民革命軍第六十三軍，馮佔海任軍長，下轄第九十一師，馮兼任第九十一師師長，師轄第二七一旅，宮長海任旅長；第二七二旅，姚秉乾任旅長；第二七三旅，趙維斌任旅長。1936年4月8日軍事委員會決定取消六十三軍番號，保留第九十一師，仍以馮留任師長，編入萬福麟的第五十三軍，九十一師轄下二七一旅王錫山，二七二旅趙文質；副旅長龐泰峰，二七三旅趙維斌。1937年9月28日九十一師南撤隆平縣、堯山縣時與日軍一部遭遇，副旅長龐泰峰陣亡。

## 紀念
1949年1月9日蔣中正明令褒揚陸軍少將龐泰峰、前河北民軍第七支隊故少將支隊長韓忠義，褒揚令曰；
|  | 查該二員先後於二十六年及二十九年在河北省抗日陣亡，為國捐驅，英勇足式，應予明令褒揚，用彰忠烈。 |

2015年8月24日，被列入中華人民共和國民政部公布的第二批600名著名抗日英烈和英雄群體名錄。